# Rudolf Povarnicyn
Rudolf Pavlovič Povarnicyn (rusky Рудольф Павлович Поварніцин; * 13. června 1962, Votkinsk, Udmurtská republika), je bývalý sovětský atlet, později reprezentant Ukrajiny, jehož specializací byl skok do výšky.
11. srpna 1985 skočil na mítinku v Doněcku jako první člověk na světě výšku 240 cm, a byl několik dní, do 4. září 1985 světovým rekordmanem v této disciplíně. Tento výkon je jedinečný v tom, že jeho osobní rekord do té doby byl pouze 226 cm. V roce 1988 získal bronzovou medaili na letních olympijských hrách v Soulu. O rok později vybojoval bronz také na světové letní univerziádě v Duisburgu. Na halovém ME 1990 v Glasgowě skončil na 10. místě.

## Osobní rekordy
Patří mezi sedm výškařů celé historie, kteří překonali pod otevřeným nebem hranici 240 cm. Později totéž dokázali také Igor Paklin, Švéd Patrik Sjöberg, světový rekordman Javier Sotomayor z Kuby, Rumun Sorin Matei, Američan Charles Austin a prozatím posledním výškařem se stal Rus Vjačeslav Voronin v roce 2000.
- hala – 233 cm – 23. února 1990, Berlín[3]
- venku – 240 cm – 11. srpna 1985, Doněck